# Kolos, Novhorod-Siverskîi
Kolos (în ucraineană Колос) este un sat în comuna Hremeaci din raionul Novhorod-Siverskîi, regiunea Cernihiv, Ucraina.

## Demografie
Componența lingvistică a localității Kolos
     Rusă (84,21%)
     Ucraineană (15,79%)
Conform recensământului din 2001, majoritatea populației localității Kolos era vorbitoare de rusă (84,21%), existând în minoritate și vorbitori de ucraineană (15,79%).